# سوبرتان
سوبرتان (بالسويدية: Superettan) أو الدوري السويدي لكرة القدم الدرجة الثانية يعتبر ثاني أعلى دوري كرة قدم في السويد للرجال، ويتكون من 16 نادي، ويتواجد فيه نظام الصعود والهبوط من الدوري السويدي الممتاز وإلى القسم السويدي الأول لكرة القدم، بدأ هذا الدوري في سنة 2000، ويبدأ في كل سنة من شهر أبريل وينتهي في شهر أكتوبر، كل فريق يلعب 30 مباراة، ومجموع مبارايت الموسم يكون 240 مباراة.